# دونتلا پالرمو

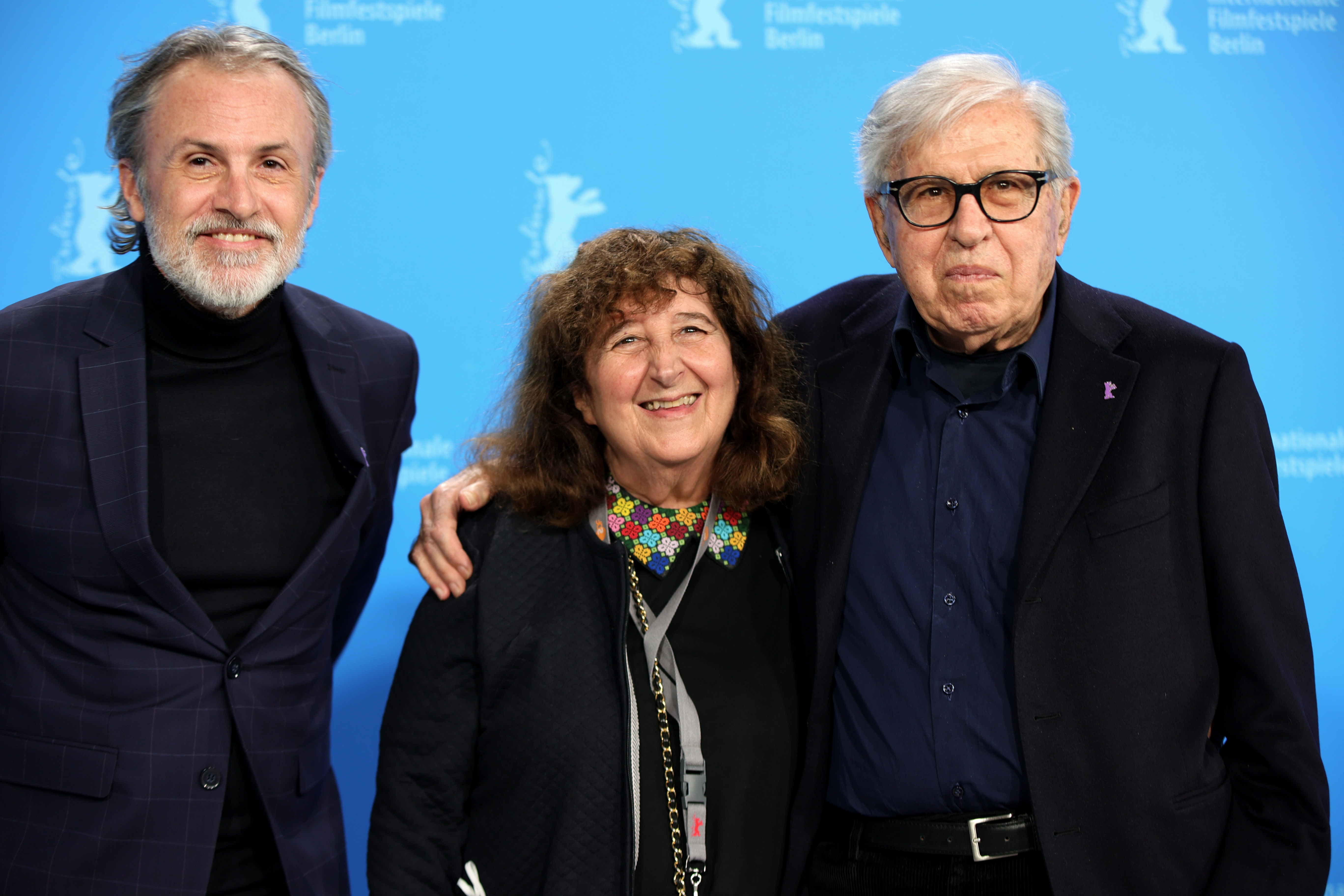
نگارهٔ دونتلا پالرمو، تهیه‌کنندهٔ ایتالیایی (وسط) - ۲۰۲۲

دونتلا پالرمو (به انگلیسی: Donatella Palermo) یک تهیه‌کننده اهل ایتالیا است. او برای ساخت فیلم مستند آتش در دریا به همراه جانفرانکو رزی نامزد دریافت جایزه اسکار بهترین فیلم مستند از هشتاد و نهمین دوره این جشنواره شده‌است.

## فیلم‌شناسی
- ۲۰۱۶ - آتش در دریا (مستند) (تهیه‌کننده)
- ۲۰۱۵ - شگرف بوکاچیو (تهیه‌کننده)
- ۲۰۱۲ - افتادن در جزیره فرشته (تهیه‌کننده اجرایی)
- ۲۰۱۲ - هیجکس (تهیه‌کننده خطی)
- ۲۰۱۲ - سزار باید بمیرد (تهیه‌کننده اجرایی) / (شرکت تولیدکننده)
- ۲۰۰۹ - شاعران (مستند) (تهیه‌کننده)
- ۲۰۰۹ - سایه‌های قرمز (تهیه‌کننده)
- ۲۰۰۷ - یک شب (تهیه‌کننده همراه)
- ۲۰۰۷ - اتوبوس شبانه (تهیه‌کننده اجرایی)
- ۲۰۰۶ - توپ (تهیه‌کننده)
- ۲۰۰۶ - نامه‌هایی از صحرای بزرگ آفریقا (تهیه‌کننده)
- ۲۰۰۶ - دوقلو ها (فیلم کوتاه) (تهیه‌کننده)
- ۲۰۰۳ - گراز نر پوتیچی (تهیه‌کننده)
- ۲۰۰۳ - نامه‌های باد (تهیه‌کننده)
- ۲۰۰۳ - قلب خشمگین (تهیه‌کننده)
- ۲۰۰۲ - زمستان (تهیه‌کننده همراه)
- ۲۰۰۰ - داستان سمت جنوبی (تهیه‌کننده)
- ۱۹۹۹ - احساساتی (تهیه‌کننده)
- ۱۹۹۸ - ویلون@ (تهیه‌کننده)
- ۱۹۹۷ - مرگ برای تانو (تهیه‌کننده)
- ۱۹۹۳ - امشب هیچی (تهیه‌کننده)
- ۱۹۹۱ - حس سرگیجه (تهیه‌کننده)
- ۱۹۹۱ - خطوات درون ماه (تهیه‌کننده)
- ۱۹۸۹ - شش اورلاندو (تهیه‌کننده اجرایی)

## جوایز
- ۲۰۱۷: مراسم اسکار

جایزه اسکار بهترین فیلم مستند - آتش در دریا
- ۲۰۱۶: انجمن مستند

بهترین فیلم مستند - آتش در دریا
- ۱۹۹۸: روبان نقره‌ای

بهترین تهیه‌کننده(بهترین سازنده) - مرگ برای تانو